# Jamtalferner
Der Jamtalferner ist ein Gletscher in Österreich. Er liegt am Talschluss des Jamtales in der Silvretta. Im Jahr 2008 hatte der Gletscher eine Fläche von 3,31 km² und lag in Höhen zwischen 3160 und 2430 m. Seit 1988/1989 wird jährlich die Massenbilanz des Jamtalferners im Auftrag des Hydrographischen Dienstes der Abteilung Wasserwirtschaft des Amtes der Tiroler Landesregierung gemessen. Die Längenänderung des Jamtalferners wird schon deutlich länger vom Gletschermessdienst des Österreichischen Alpenvereins aufgezeichnet.
Die Grenze zur Schweiz verläuft an den Nährgebieten des Gletschers am Jamjoch.
Der natürliche Abfluss des Gletschers ist der Jambach, der über Trisanna und Sanna in den Inn fließt. Der Bach wird allerdings gefasst und über die Europäische Wasserscheide hinweg in den Stausee Kops geleitet, wodurch der Großteil des Abflusses dem Einzugsgebiet der Donau entzogen und dem des Rheins zugeführt wird.